# جون ر. سميث
جون ر. سميث (بالإنجليزية: John R. Smith)‏ هو سياسي أمريكي، ولد في 29 ديسمبر 1945. حزبياً، نشط في الحزب الجمهوري والحزب الديمقراطي. وقد انتخب عضو مجلس ولاية لويزيانا وانتخب عضو مجلس نواب لويزيانا.